# BearingPoint
 (juillet 2025).
L'article doit être relu — et modifié si nécessaire — par des contributeurs indépendants pour apporter un regard critique aux contributions effectuées en violation des conditions d'utilisation de Wikipédia, tant sur la forme (notamment concernant le style encyclopédique, la proportionnalité) que sur le fond (la neutralité de point de vue, la qualité et l'indépendance des sources).
BearingPoint est une société de conseil européenne de 6 055 salariés.

## Historique

### Séparation de KPMG
En 2000, KPMG Consulting se sépare de KPMG. Cette branche de conseil devient alors BearingPoint et est introduite en Bourse en 2001. La firme a alors plus de 17 000 salariés et travaille dans une soixantaine de pays. En 2009, la maison mère américaine est en faillite. L'entité est revendue par lots à ses concurrents. La marque BearingPoint subsiste en Europe où le cabinet a été racheté par ses associés européens lors d'un Management buy-out - MBO.
BearingPoint est dirigé par les associés du cabinet qui en possèdent le capital. Le cabinet est désormais une compagnie européenne, se développant de nouveau à l’international, dont le siège social se situe à Amsterdam. De 2009 à 2018, Peter Mockler est l’associé directeur du groupe, avant que Kiumars Hamidian ne lui succède en septembre 2018.

### Années 2010
En septembre 2012, le président France-Benelux et artisan du MBO Olivier Chatin est remplacé par Eric Falque. En novembre 2012, BearingPoint France déménage dans de nouveaux locaux au sein de l’immeuble Galilée, dans le quartier d’affaires de la Défense. En novembre 2018, la société déménage dans la tour CBX (propriété de la société Tishman Speyer), immeuble également situé à La Défense.
Frappé par la baisse de son carnet de commandes depuis 2011, le cabinet est accusé par La Lettre A en septembre 2012 de « s'alléger en catimini » en France. Cette même publication écrit en septembre 2013 que le cabinet « peine à se redresser » et que l'Inspection du travail a demandé des explications au cabinet sur les « très nombreux départs de ces dernières années » , avec une condamnation en justice de BearingPoint pour licenciement abusif en en ayant masqué les raisons économiques. Entre 2012 et 2013, les effectifs de la société chutent de 26 % selon les organisations du personnel. La situation continue à se détériorer jusqu'en 2013-2014 : « Le rapport sur l’exercice 2013 rédigé à la demande du Comité d’Entreprise relevait que le redressement des performances financières de la société était la conséquence 'd’un recul significatif de la masse salariale sur la base d’un chiffre d’affaires stable’ alors même que celui-ci était inférieur à celui réalisé sur l’exercice 2011 ». Dans le même temps, le président France-Benelux et artisan du MBO Olivier Chatin est remplacé par Eric Falque.
Depuis 2015, le cabinet de conseil BearingPoint a lancé une importante campagne de recrutement, ayant pour objectif de réaliser un milliard d'euros de chiffre d'affaires en 2020.
- 2015 : 437 millions d’euros.
- 2016 : 622 millions d'euros, dépassant pour la première fois le revenu 2008 de 567 millions d'euros
- 2017 : 710 millions d’euros (soit une progression de 12 % par rapport à 2016)[10].

### Années 2020
En décembre 2021, La Lettre annonce que BearingPoint compte créer une coentreprise avec le groupe suédois Industrial and Financial Systems. 

### Organisation
Pour couvrir le reste du monde, BearingPoint a conclu des partenariats avec des cabinets locaux : West Monroe Partners aux États-Unis et au Canada, ABeam Consulting au Japon, et GrupoAssa, premier cabinet indépendant au Brésil et en Argentine.
Le cabinet est également présent au Benelux et en Afrique (notamment via la création d'un bureau à Casablanca en 2011).

## Maroc
L'entreprise de conseil fonde en 2010 une entité appelée « BearingPoint Emerging Markets » afin de développer son activité de conseil dans les pays émergents,,,,.

## Polémique
L'entreprise est accusée en 2013 d'avoir essayé d'enjoliver sa page Wikipédia : "c’est avec régularité que, depuis au moins 5 ans, le cabinet et ses salariés en font la publicité sur différents articles et « améliorent » ou caviardent l’article du cabinet. [...] Si BearingPoint le fait avec le moins de discrétion, tous les autres cabinets le font également".